# ادونس آتو پارتس
ادونس آتو پارتس (انگلیسی: Advance Auto Parts) شرکت قطعات خودروی آمریکایی است، که در سال ۱۹۳۲ توسط آرتور تاوبمن تأسیس شد.